# Omoda C7
Omoda C7 ― це компактний кросовер, що виробляється компанією Chery і продається під експортним брендом Omoda.

## Опис

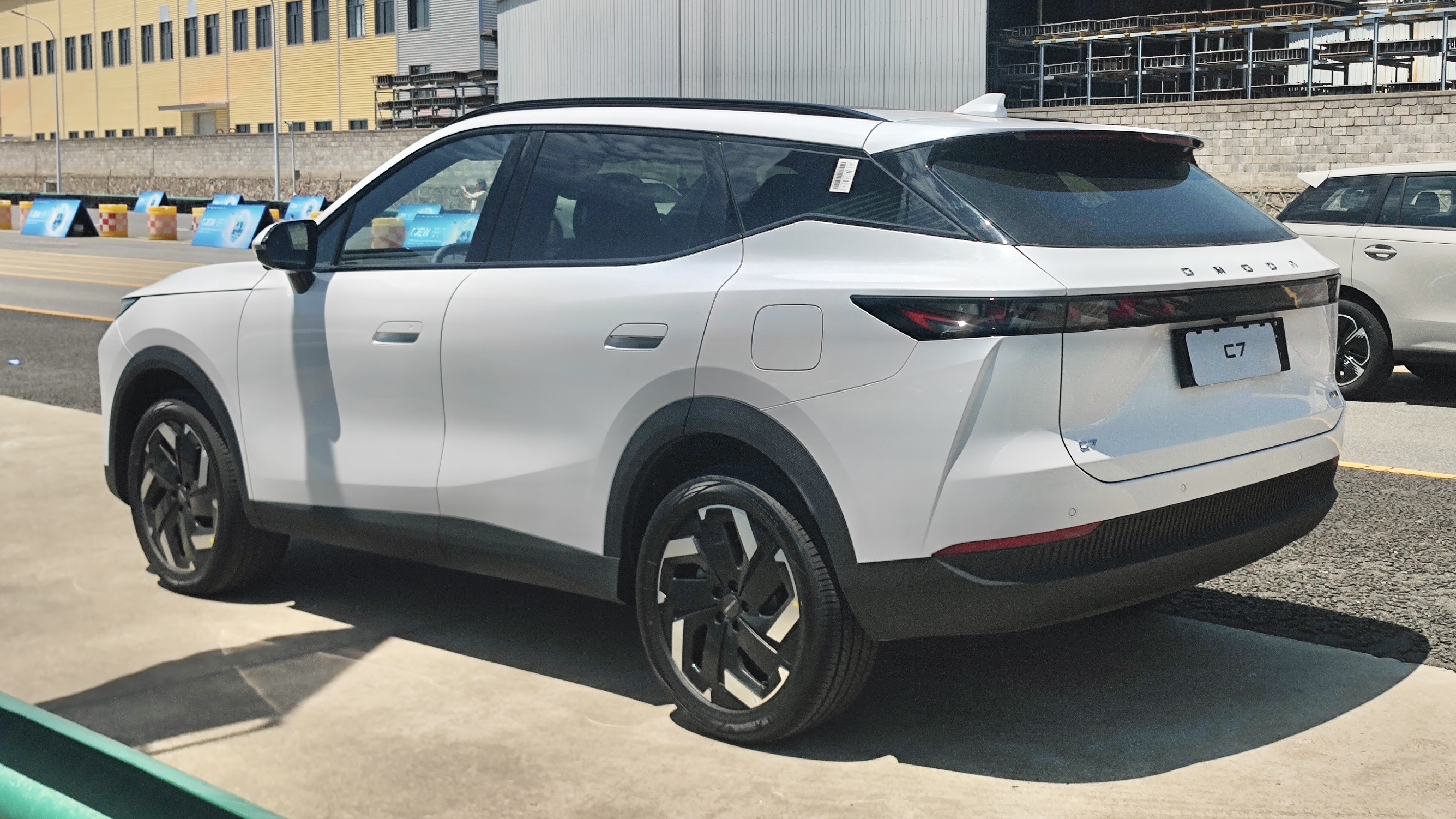

Він був представлений у місті Уху, провінція Аньхой, Китай, 28 квітня 2024 року.
Це перший оригінальний продукт від бренду Omoda, оскільки попередні моделі випускаються спільно з основним брендом Chery.
Omoda C7 базується на подовженій версії платформи Omoda 5 і буде пропонуватися з бензиновим двигуном та плагін-гібридною силовою установкою.
Решітка радіатора складається з шестикутних елементів, які зменшуються до центру, створюючи ефект градієнта.
Дверні ручки втоплені, а дах має плаваючу конструкцію з дахом і стійками, пофарбованими в чорний колір.
Інтер'єр містить 15,6-дюймовий інформаційно-розважальний сенсорний екран, який може зсуватися від центру до пасажирської сторони, з роздільною здатністю 2,5K і яскравістю 1 000 ніт.
Сидіння оббиті нубуковою шкірою. В салоні встановлена аудіосистема Sony з 12+2 динаміками, два з яких інтегровані в підголівник водія для навігаційних підказок та телефонних дзвінків.

### Силовий агрегат
Omoda C7 працює на гібридній системі Kunpeng, розробленій компанією Chery.
Він має 1,5-літровий бензиновий двигун з турбонаддувом і безпосереднім уприскуванням палива, який видає 115 кВт (156 к.с.) і 220 Н⋅м крутного моменту.
Omoda стверджує, що повністю електричний запас ходу складає 95 км, комбінований запас ходу ― 1250 км, а витрата палива ― 4,98 л/100 км при розрядженому акумуляторі.